# Minador puntual
Denominada habitualmente minador puntual, la rozadora es una máquina excavadora destinada a la realización de excavaciones y obras subterráneas mediante una cabeza armada de picas que tritura y arranca fragmentos de pequeño tamaño. 

## Historia
Estas máquinas, como casi todas las destinadas a la excavación subterránea, proceden de la minería donde se comenzaron a usar a mediados del siglo XX, de donde pasaron a la obra civil en los años 70.
El primer minador puntual del que se tiene constancia fue patentado por el Dr. Z. Ajtay en Hungría sobre 1949, para la explotación de filones estrechos, posteriormente en la década de los sesenta, se desarrollaron máquinas rusas PK-3 capaces de cortar rocas de hasta 35 MPa. Se han desarrollado máquinas cada vez más pesadas y potentes a lo largo de los años, especialmente destinadas a la minería.

## Tipos de Minador Puntual

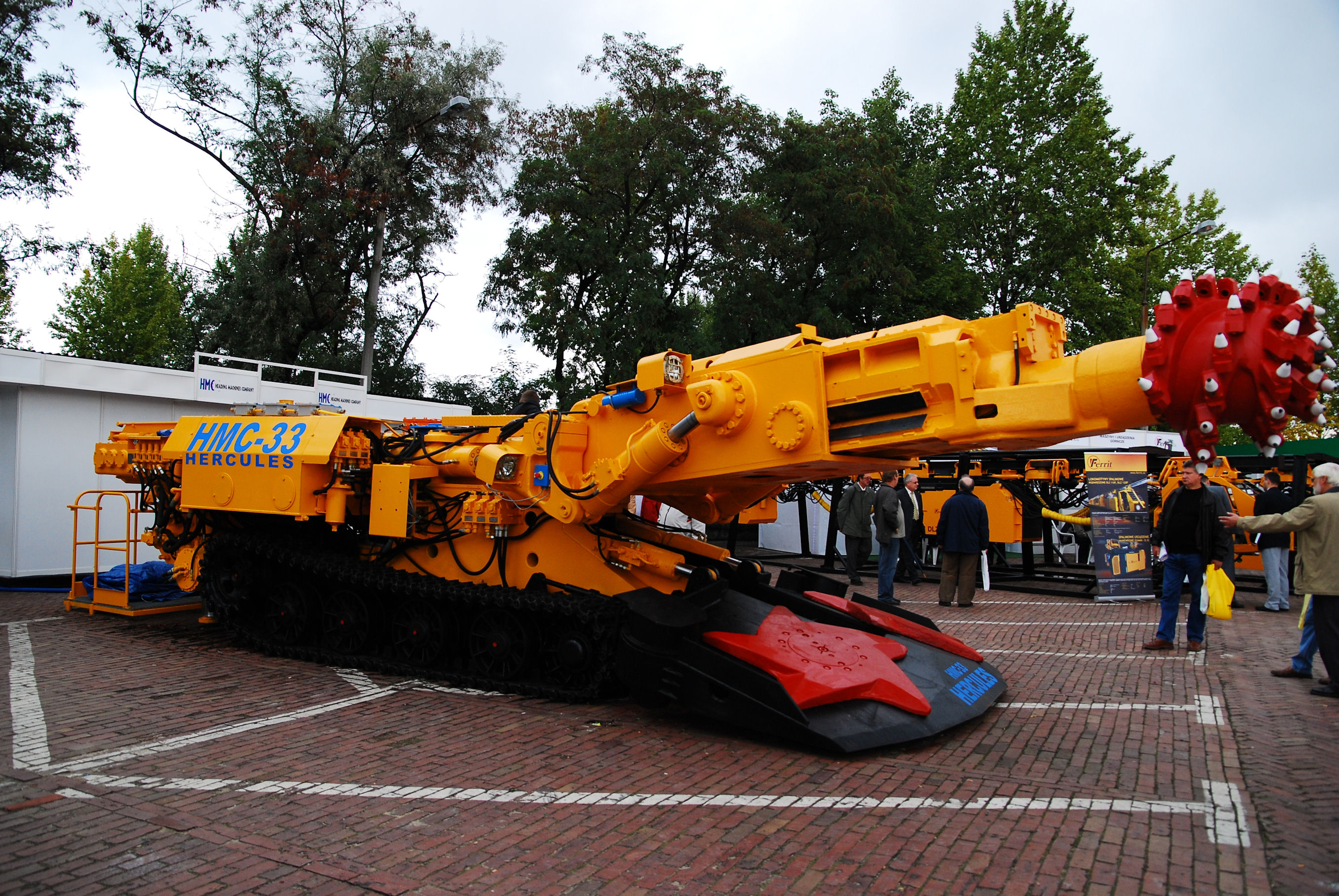
Minador HMC-33.

- Cabezal Frontal: La cabeza de corte se encuentra alineada transversalmente al brazo picas, las picas actual sobre el frente frontalmente.
- Cabezal Radial: La cabeza de corte gira en torno al brazo, las picas actúan sobre el terreno o el mineral a explotar, abriendo primero un boquete en el frente y actuando las picas lateralmente ensanchándolo.
- Cabeza de Tambor: La cabeza de corte es un tambor en el que se disponen las picas a lo largo de este, el movimiento está limitado al vertical, se emplea casi en exclusiva en minería del carbón y domos salinos. La actuación de las picas en el frente es similar al de la cabeza radial.
- Cabezal de Cadenas: La cabeza de corte consiste en una serie de cadenas tensadas a modo de orugas en las que se encuentran las picas.

## Empleo
El rango de empleo de los minadores va desde los 20 MPa a los 110 MPa (con mucha dificultad) de resistencia a compresión simple. Su rango económico de utilización está ligado al desgaste de los dientes de la rozadora en diferentes materiales. En rocas muy duras (UCS muy elevadas), el costo de reemplazo de los dientes puede hacer su uso prohibitivo.